# Michaił Rutkiewicz
Michaił Nikołajewicz Rutkiewicz (ros. Михаи́л Никола́евич Рутке́вич; 2 października 1917 w Kijowie, zm. 16 lipca 2009 w Moskwie) – radziecki socjolog i filozof, doktor nauk filozoficznych, członek korespondent Akademii Nauk ZSRR (od 1970). W 1939 roku z wyróżnieniem ukończył studia na Wydziale Fizyki Kijowskiego Uniwersytetu Państwowego. W 1972 przeniósł się do Moskwy.

## Publikacje
- Руткевич М. Н. Практика — основа познания и критерий истины. — М.: Госполитиздат, 1952. — 244 с. — 100 000 экз.
(węg.) Rutkevics M. N. A gyakorlat a megismerés alapja és az igazság kritériuma / Ford. Terényi István és Varga Dénes. — Budapest: Szikra, 1953. — P. 243.
(cz.) Rutkevič M. N. Praze jako základ poznání a kriterium pravdy / Z rus. přel. Jiří Bauer. — Praha: Státní nakl. polit. lit, 1954. — P. 169. — (Socialistická věda; 30).
(niem.) Die Praxis als Grundlage der Erkenntnis und als Kriterium der Wahrheit. Berlin : Dietz Verlag, 1957
- (słow.) Dialektický materializmus. Pravda, 1976

Przekłady na język polski
- Michaił Rutkiewicz: Najnowsza rewolucja w przyrodoznawstwie i jej analiza filozoficzna w pracy Lenina Materializm a empiriokrytycyzm. W: Krótki zarys historii filozofii. Pod redakcją M.T. Jowczuka, T.I. Ojzermana, I.J. Szczipanowa. Przeł. Marian Drużkowski i in.. Wyd. II, poprawione i uzupełnione. Warszawa: Książka i Wiedza, listopad 1969, s. 586–596. (pol.).